# Дэвидсон, Линда
Линда Дэвидсон (Уоррен) (англ. Linda Davidson (Warren); род. 21 февраля 1969) — зимбабвийская шоссейная велогонщица.

## Карьера
Является самой самой велогонщицей Зимбабве. В общей сложности она выиграла 27 национальных чемпионатов шоссейном велоспорте в групповой и индивидуальной гонке, маунтинбайке и в триатлоне. Участвовала в 9 чемпионатах Африки и 2 Всеафриканских играх.
В ноябре 2006 стала третьей на чемпионате Африки в индивидуальной гонке.
В 2007 году приняла участие в Всефриканских играх 2007, проходивших в городе Алжир (Алжир), став первой зимбабвийской велогонщицей, которая представляла Зимбабве в шоссейном велоспорте на Всеафриканских играх.
В 2015 году стала наставником и тренером молодого зимбабвийского велогонщика Нкулумо Дубе и предоставляла ему свой велосипед для участия в гонках.
С 2014 года тренировала юниорскую и элитную сборные Зимбабве по шоссейному велоспорту. Возглавляла велосипедную команду Эдинбургского университета. В 2019 году стала тренером мужской и женской элитной сборной Зимбабве по шоссейному велоспорту.
Более 20 лет работает федерации велоспорта Зимбабве и занимала должность президента женского велоспорта в Африканской конфедерации велоспорта (CAC). Была делегатом от Зимбабве на 190-м конгрессе UCI в 2021 году.

## Семья
Линда из большой спортивной семьи:
- отец Брайан Уоррен — был президентом Ассоциации дзюдо Зимбабве и Африканской федерации дзюдо, а также вице-президентом Олимпийского комитета Зимбабве
- мать Патриция Уоррен — дзюдоистка, обладательница чёрного пояса континенте
- сестра Дебби Уоррен Джинс[фр.] — дзюдоистка, чемпионка Африки
- брат Филипп Уоррен — дзюдоист
- дочь Скай Дэвидсон — велогонщица
- дочь Ками Дэвидсон — велогонщица
- сын Крейг Дэвидсон

## Достижения
2004
 Чемпион Зимбабве — индивидуальная гонка
2005
 Чемпион Зимбабве — групповая гонка
2006
 Чемпион Зимбабве — групповая гонка
 Чемпионат Африки — индивидуальная гонка
5-я на Чемпионат Африки — групповая гонка
2007
 Чемпион Зимбабве — индивидуальная гонка
2008
 Чемпион Зимбабве — групповая гонка
2009
 Чемпион Зимбабве — групповая гонка
4-я на Чемпионат Африки — индивидуальная гонка
5-я на Чемпионат Африки — групповая гонка
2010
 Чемпион Зимбабве — индивидуальная гонка
2-я на Чемпионат Африки — групповая гонка
4-я на Чемпионат Африки — индивидуальная гонка
6-я на Чемпионат Африки — групповая гонка
2011
5-я на Dark Force road classic
3-я на Fit Freaks
 Чемпион Зимбабве — групповая гонка
 Чемпион Зимбабве — индивидуальная гонка
2013
 Чемпион Зимбабве — групповая гонка
 Чемпион Зимбабве — индивидуальная гонка